# Koridor Sia-men – Čchung-čching
Koridor Sia-mem – Čchung-čching (čínsky v českém přepisu sia-jü tchung-tao, pchin-jinem xiàyú tōngdào, znaky zjednodušené 厦渝通道, tradiční 廈渝通道) je vysokorychlostní železniční koridor v Číně, jeden z osmi východozápadních koridorů budovaných v rámci čínské sítě „osmi vertikálních a osmi horizontálních“ vysokorychlostních železničních koridorů.

## Trasa
| Úsek koridoru (& název trati, je-li odlišný od názvu úseku) | Max. rych. km/h | Délka úseku km | Stav        | Zahájení výstavby Uvedení do provozu | Pozn.       |
| ----------------------------------------------------------- | --------------- | -------------- | ----------- | ------------------------------------ | ----------- |
| Sia-men – Lung-jen                                          | 200             | 171            | V provozu   | 25. prosince 2006 29. června 2012    |             |
| Lung-jen – Žuej-ťin – Kan-čou                               | 200             | 249            | V provozu   | 29. prosince 2009 26. prosince 2015  |             |
| Kan-čou – Čchang-ša                                         | 350             | 429            | Ve výstavbě | 21. listopadu 2022 Plánováno 2029    |             |
| Čchang-ša – I-jang – Čchang-te                              | 350             | 157            | V provozu   | 26. prosince 2017 26. prosince 2022  | [ Pozn. 1 ] |
| Čchang-te – Čchien-ťiang                                    | 200             | 336            | V provozu   | 16. prosince 2047 26. prosince 2019  |             |
| Čchien-ťiang – Čchung-čching                                | 350             | 269            | Ve výstavbě | 22. listopadu 2018 Plánováno 2025    |             |